# Łopuszno
Łopuszno is een dorp in het Poolse woiwodschap Święty Krzyż, in het district Kielecki. De plaats maakt deel uit van de gemeente Łopuszno en telt 1279 inwoners.

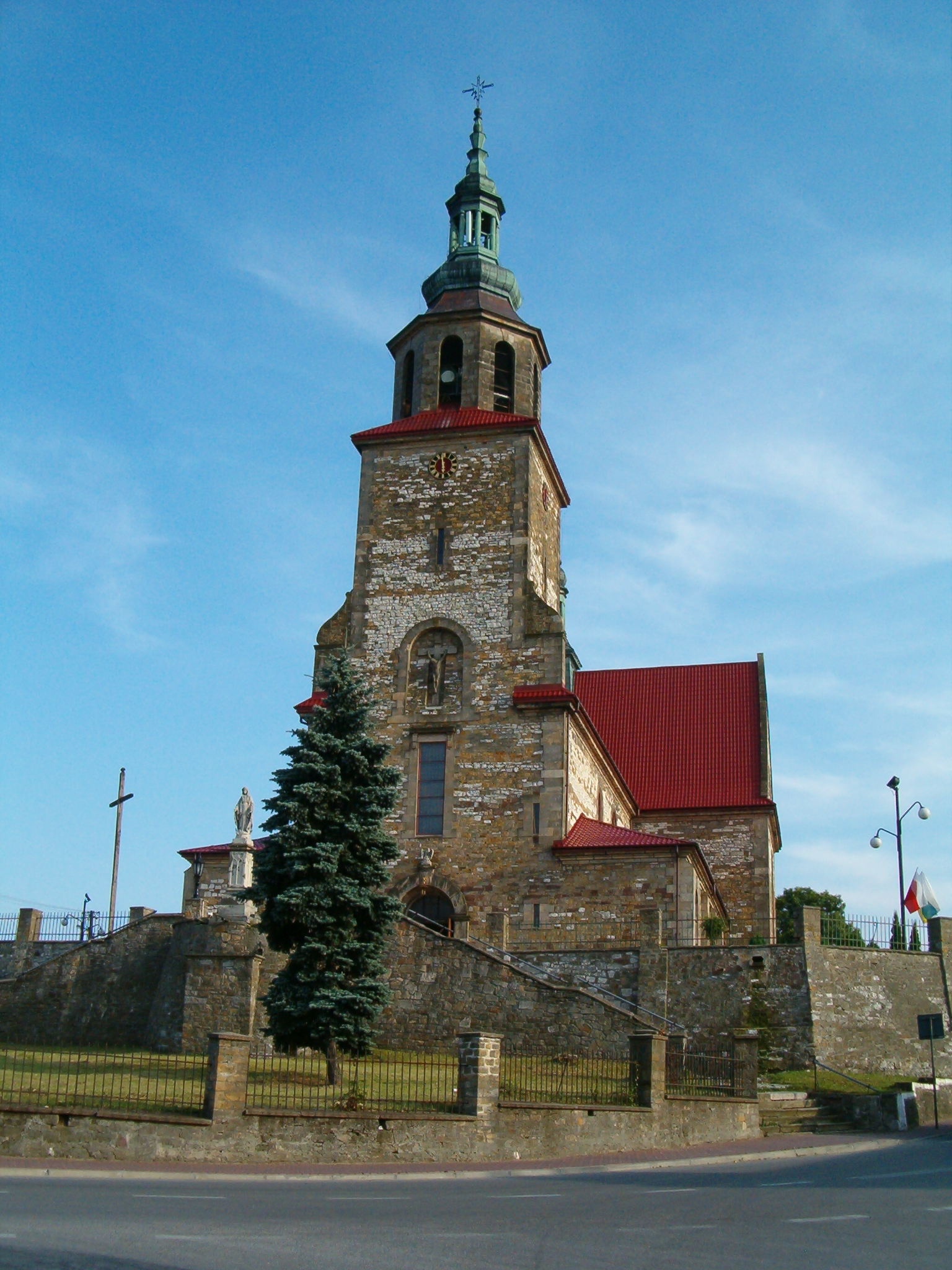
Kościół parafialny w Łopusznie